# NGC 3523
NGC 3523 este o galaxie spirală situată în constelația Dragonul. A fost descoperită în 2 aprilie 1801 de către William Herschel. Se află la o distanță de 100,89 megaparseci de Pământ.